# Isomorfisme d'ordre
En l'àrea matemàtica de la teoria de l'ordre, un isomorfisme d'ordre és un tipus especial de funció monòtona que constitueix una noció adequada d'isomorfisme per a conjunts parcialment ordenats (posets). Quan dos posets són isomorfs com a ordres parcials, es pot considerar que són "essencialment els mateixos" en el sentit que qualsevol dels ordres es pot obtenir a partir de l'altre només canviant el nom dels seus elements. Dues nocions estrictament més febles que tenen relació amb els isomorfismes d'ordre són les immersions d'ordre i les connexions de Galois.
La idea d'isomorfisme es pot entendre per a ordres finits en termes de diagrames de Hasse. Dos ordres finits són isomòrfics exactament quan un únic diagrama de Hasse (llevat de reetiquetar els seus elements) els expressa tots dos, és a dir, quan cada diagrama de Hasse d'un d'ells es pot convertir en un diagrama de Hasse de l'altre simplement reetiquetant els vèrtexs.

## Definició
Formalment, donat dos posets {\displaystyle (S,\leq _{S})} i {\displaystyle (T,\leq _{T})}, un isomorfisme d'ordre de {\displaystyle (S,\leq _{S})} a {\displaystyle (T,\leq _{T})} és una funció bijectiva {\displaystyle f} de {\displaystyle S} a {\displaystyle T} amb la propietat que, per a totes {\displaystyle x} i {\displaystyle y} en {\displaystyle S}, {\displaystyle x\leq _{S}y} si i només si {\displaystyle f(x)\leq _{T}f(y)}. És a dir, és una immersió d'ordre bijectiva.
També és possible definir un isomorfisme d'ordre com a immersió d'ordre surjectiva. Els dos supòsits de que {\displaystyle f} cobreix tots els elements de {\displaystyle T} i que preserva l'ordre, són suficients per garantir que {\displaystyle f} també és injectiva, ja que si {\displaystyle f(x)=f(y)} aleshores (suposant que {\displaystyle f} preserva l'ordre) se segueix que {\displaystyle x\leq y} i {\displaystyle y\leq x}, implicant per la definició d'ordre parcial que {\displaystyle x=y}.
Una altra caracterització dels isomorfismes d'ordre és que són exactament les bijeccions monòtones que tenen una inversa monòtona.
Un isomorfisme d'ordre d'un conjunt parcialment ordenat a si mateix s'anomena automorfisme d'ordre.
Quan s'imposa una estructura algebraica addicional als posets {\displaystyle (S,\leq _{S})} i {\displaystyle (T,\leq _{T})}, una funció de {\displaystyle (S,\leq _{S})} a {\displaystyle (T,\leq _{T})} ha de satisfer propietats addicionals per ser considerada un isomorfisme. Per exemple, donats dos grups parcialment ordenats {\displaystyle (G,\leq _{G})} i {\displaystyle (H,\leq _{H})}, un isomorfisme de grups parcialment ordenats de {\displaystyle (G,\leq _{G})} a {\displaystyle (H,\leq _{H})} és un isomorfisme d'ordre que també és un isomorfisme de grup, no només una bijecció que és una immersió d'ordre .

## Exemples
- La funció identitat en qualsevol conjunt parcialment ordenat és sempre un automorfisme d'ordre.
- La negació és un isomorfisme d'ordre de {\displaystyle (\mathbb {R} ,\leq )} a {\displaystyle (\mathbb {R} ,\geq )} (on {\displaystyle \mathbb {R} } és el conjunt dels nombres reals i {\displaystyle \leq } denota l'ordre habitual en {\displaystyle \mathbb {R} }), ja que {\displaystyle -x\geq -y} si i només si {\displaystyle x\leq y}.[6]
- L'interval obert {\displaystyle (0,1)} (de nou, amb l'ordre habitual dels nombres reals) no té un isomorfisme d'ordre cap a o des de l'interval tancat {\displaystyle [0,1]}: l'interval tancat té un element mínim, però l'interval obert no, i els isomorfismes d'ordre han de preservar l'existència d'elements mínims.[7]
- Segons el teorema d'isomorfisme de Cantor, tot ordre lineal dens numerable sense punts finals és isomorf a l'ordre dels nombres racionals.[8] Isomorfismes d'ordre explícits entre els nombres algebraics quadràtics, els nombres racionals i els nombres racionals diàdics són proporcionats per la funció de signe d'interrogació de Minkowski.[9]

## Tipus d'ordre
Si {\displaystyle f} és un isomorfisme d'ordre, llavors també ho és la seva funció inversa. També, si {\displaystyle f} és un isomorfisme d'ordre de {\displaystyle (S,\leq _{S})} a {\displaystyle (T,\leq _{T})} i {\displaystyle g} és un isomorfisme d'ordre de {\displaystyle (T,\leq _{T})} a {\displaystyle (U,\leq _{U})}, llavors la composició de {\displaystyle f} i {\displaystyle g} és també un isomorfisme d'ordre de {\displaystyle (S,\leq _{S})} a {\displaystyle (U,\leq _{U})}.
Es diu que dos conjunts parcialment ordenats són isomorfs d'ordre quan existeix un isomorfisme d'ordre de l'un a l'altre. Les funcions d'identitat, les funcions inverses i les composicions de funcions corresponen, respectivament, a les tres característiques definitòries de les relacions d'equivalència: reflexivitat, simetria i transitivitat. Per tant, l'isomorfisme d'ordre és una relació d'equivalència. La classe de conjunts parcialment ordenats es pot dividir, per tant, en classes d'equivalència, és a dir, famílies de conjunts parcialment ordenats que són tots isomòrfs entre si. Aquestes classes d'equivalència s'anomenen tipus d'ordre.